# السباق ضد الزمن: البحث عن أمل للإيدز الذي دمر إفريقيا (كتاب)
سباق ضد الزمن: البحث عن أمل للإيدز الذي دمر أفريقيا بالإنجليزية Race Against Time: Searching for Hope in AIDS-Ravaged Africa : هو كتاب واقعي كُتب بواسطة ستيفين لويس لمحاضرات ماسي. والذي كتبه لويس في بداية منتصف 2005، وصحافة بيت أنانسي نشرته كحلقات على شكل محاضرة في بداية أكتوبر 2005 . جميع أجزاء الكتب جمُعت كمحاضرة واحدة في أنحاء مدن كندا، ابتداءً في فانكوفر في 18 أكتوبر، مروراً بالانتهاء في تورنتو في 28 أكتوبر. الخطاب بث على راديو شبكة سي بي سي بين 7 نوفمبر و11 نوفمبر. المؤلف والواعظ ستيفن لويس الذي كان في ذلك الوقت المبعوث الخاص للأمم المتحدة لمرض الإيدز في أفريقيا. على الرغم من أنه ألف الكتاب والمحاضرات بدوره كمواطن لكندا المعنية، إلا أن انتقاداته للأمم المتحدة والمنظمات الدولية، والدبلوماسيين الآخرين، بما في ذلك تسميته لأشخاص معنيين، والمسمون باللادبلوماسيين، قاد العديد من النقاد إلى التهكن حتى وإن قاده ذلك إلى اعفاؤه من منصبه.

في هذا الكتاب والمحاضرات، لويس يناقش التغيرات الهامة المتطلبة لتلبيه الأهداف الإنمائية للألفية في أفريقيا والتي كحد أقصى في عام 2015. لويس أوضح عن الحالة التاريخية في أفريقيا منذ 1980، نقلاً عن الخلافات السياسة الاقتصادية الكارثية من قبل المؤسسات المالية الدولية ساهمت في الزيادة بدلاً عن خفض الفقر. ربط ستيفين قروض التكيف الهيكلي مع شروط عامة ومحدودة منفقة على الصحة والتعليم والبنية التحتية لعدم انتشار الايدز في أفريقيا غير المنضبط ونقص المواد الغذائية، حيث أن المرض عرض الكثير ممن هم في سن العمل إلى العدوى.
لويس أيضاً تناول قضايا مهمة مثل: التمييز ضد المرأة وتوفير التعليم الابتدائي للأطفال، وللحد من المشاكل هذه ستيف أنتهى من الحلول المحتملة والتي تتطلب تمويلاً من مجموعة الدول الصناعية الثمانية للارتقاء بهذه الدول الفقيرة إلى مستويات تتجاوز ما وعدوا.
مراجعي الكتب أبدوا انتقادات بناءة، وذكروا أن الكتاب واقعي، وأن أسلوبه يركز قليلاً على الأرقام والإحصائيات ولكنه يشير كثيراً إلى ربط القرارات من قبل مسؤولين الأمم المتحدة ودبلوماسيون غربيين إلى العواقب الواقعية على أفريقيا. ويروي شهداء عيان إلى أن أقواله صريحة وعاطفية.
الكتاب لبث سبعة أسابيع في المركز الأول في غلوب إند ميل على قائمة أكثر الكتب الواقعية مبيعاً.
الطبعة الثانية أُلفت في 6 يونيو، ولقد مَنَحَت رابطة الكتب الكندية جائزة ليبريس لسباق ضد الزمن لكتاب العام، وجائزة مؤلف العام في 2006.

## نبذه عنه
في بداية النشر، المؤلف ستيفين لويس والبالغ 67 عاماً، والذي يعيش في تورنتو، عَمِلَ كمبعوث خاص للأمم المتحدة لمرض الإيدز في أفريقيا وهو المنصب الذي تولاه منذ 2001.
سابقاً كان يعمل نائب مدير منظمة الأمم المتحدة للطفولة (1994-1999)، وكسفير كندا لدى الأمم المتحدة (1984-1988) وكـالزعيم للحزب الديموقراطي الجديد لأونتاريو (1970-1979)، بعد أنقُبل لويس بحماسه كموقف المبعوث الخاص أصيب بالذهول من الدمار الذي شهده، بالفعل كان خطيباً ماهراً، وأصبح أكثر إحاطة حول هذا الموضوع. كما أنه أنشئ مؤسسة ستيفين لويس والتي أستضافت أوبرا وينفري لقيامها بجولة حول أفريقيا، وكان الموضوع حول الفيلمين الوثائقيين الحاصلين على طبيعة الأشياء هما سباق ضد الزمن وقيمة الحياة
في حين ما إن تم تعيينه رفيق لوسام كندا، منح وسام بيرسون للسلام ولقًب بكنديً السنة (2003) من قبل مجلة ماكلين.
في 2005، دعي لتقديم سلسة محاضرات ماسي السنوية عن طريق الكتاب سباق مع الزمن .
ولقد كتب هذا الكتاب في منتصف 2005، وقدمً المحاضرات في أكتوبر، حيث الكتاب صدر. لويس ألف هذا الكتاب ليس لأنه موظف في الأمم المتحدة، ولكن كمواطن معني لاستجابة العالم لتحدي الإيدز في إفريقيا.

## المحتوى
الكتاب يتألف من 5 أبواب، وهي التي أخُذت من الخمس محاضرات وهي: الحالة، الوباء، التعليم، المرأة، والحلول .
وقبل هذه الأبواب توجد أقسام بعنوان: المقدمة، شكر وتقدير، وآخراً خاتمة كتبت في مايو 2006، المقدمة كتبت بواسطة لويس في أيلول 2005، وأخبر أن أسلوبه الأدبي المفضلي هو الكلمة الملفوظة، وأن طبيعة الموضوع لا تسمح له بتغطية جميع الجوانب. ويبرر كتاباته بتقديم نفسه متعصباً للأمم المتحدة ويحدد الأدوار التي عقدت معه منذ 1984 في مقدمة الباب الأول، لويس يروي قصصه في زيادة أفريقيا، وغيرها من الدول ذات العلاقة بالأمم المتحدة، مثل: في عام 1986 توسطه لقرارات جلسة الجميعة العامة الثالث عشر.
ولقد اعترف بالاستعمار وتأثيرات الحرب الباردة كظروف تاريخية مؤثرة على الحالة في أفريقيا، لكنه يركز على مؤسسة التمويل الدولية وقروضها المشروطة منذ 1980.
في الباب الثاني يذكر لويس قصته في أفريقيا في ستينات القرن الماضي، كمعلم مادة إنجليزية في غانا. ووضح التناقض بين إفريقيا منذ 1960 التي كانت تحت حكم الاستعمار (متفائلاً في آفاق المستقبل) وبين أفريقيا 2000 إلى الآن، التي تقاوم الإيدز والجوع على نحو متزايد ونطاق واسع، ولقد اعترف بهجرة الأدمغة، مشيراً إلى أن هناك الكثير من الأطباء في مانشستر من مالاوي أكثر من مالاوي نفسها.
في الباب الثالث لويس يتسائل كيف أن الأمم المتحدة والبنك العالمي وصندوق النقد الدولي فشلوا في تحقيق وعودهم نحو أحقية الوصول للتعليم الابتدائي لأفريقيا، الحالات التي تتم القضاء على رسوم دخول المدرسة، والرسوم الإضافية (مثل: رسوم شراء الزي المدرسي، والكتب، والاختبارات، والتسجيل) لهما نفس التأثير من الحد من الوصول المحدود.
في الباب الرابع يذكر لويس كيف أن قضايا المرأة تتم مجاهلتها ورفضها في التي كان يدريها الذكور من موظفي الإدارة، ولقد ربط البنك العالمي وصندوق النقد الدولي وشروطهم الاجتماعية المنخفضة على التعليم والرعاية الصحية.
المرض أهلك الإفريقيين العاملين في سن العمل والسكان المزارعين، مما يؤدي لحصول المجاعة. وينادي ستيف المؤسسات المالية الدولية إلى وضع «تعويضات» بشكل يخفف عبء الديون.

```
ولخص لويس التغيرات الطارئة المتطلبة من أجل تحقيق الأهداف الإنمائية للألفية بحلول 
2015
.
```

في الفصل الآخير يذكر بعض التدابيرالمحتملة التي يمكن بها مساعدة إفريقيا. يتأسف عن النقص في التمويل من قبل البلدان الصناعية الثمان (G8)، على الرغم من استمرار الوعود من أجل التمويل الكامل للأهداف الإنمائية للألفية، والتي تشمل التدابير المقترحة:
1. توسع ائتلاف اليوبيل إلى إلغاء الإعانات الزراعية.
2. دمج المرأة في صندوق الأمم المتحدة الإنمائي للمرأة وشعبة الأمم المتحدة للنهوض بالمرأة، وكذلك الأمم المتحدة والممولة، إلى مستوى مماثل كما في اليونسيف.
3. الحفاظ على كمية الزخم على منظمة الصحة العالمية المادة 3\5 (3 ملايين شخص تعالجوا بواسطة برنامج 2005).
4. معالجة العجز عن الإيرادات في الصندوق العالمي لمكافحة الإيدز والسل والملاريا، عن طريق أخذ التبرعات من مؤسسات القطاع الخاص التي تجني أرباحاً من أفريقيا (مثل صناعة الدواء)
5. إنشاء وكالة يمكن من خلالها توفير المساعدات الغذائية الطارئة في زمن أقصر بكثير من البرامج المالية.
6. دعم مشروع قرية جيفري ساكس الألفية.
7. استثمار البحوث من خلال اللقاحات ومبيد الميكروبات.
8. إلغاء الرسوم المدرسية للتعليم الابتدائي.
9. استخدام القروض المالية الميسرة لدعم المرأة لرعاية الأيتام.
10. التخطيط لأجل القدرة الاستبدالية لدولة تلوى دولة، وقطاع تلوى قطاع.[14]

## الأسلوب
أسلوب الكتابة يعكس غرض المؤلف إلى استخدام النص كسلسلة محاضرات. تخاطب الجمهور عن طريق توجيه التفسيرات للقضايات والرسوم التوضيحية القصصية، شخصية لويس الكريزمية، والبليغة، وأسلوب خطابة الحيوي ينعكس في الكتابة. ولقد وُصف صوته بالصوت العالي والمقنع. وأحد المعلقين سماه بخمر لويس – انتقادات حادة ممزوجة بخموره مع البلاغة العالية.

الكتاب يركز أكثر على التجارب الشخصية في العالم الفعلي، بدلاً عن الأرقام والإحصائيات، وذلك في مناقشة تأثير الإيدز في جنوب الصحراء الكبرى بأفريقيا، واستجابة العالم له.
شهداء عيان لويس صريحين وواقعيين، على سبيل المثال، يروي جولات من المستشفيات والمدارس وفسرها بأنها حالة يرثى لها من قطاعي الصحة العامة والتعليم، كما يصف اللقاءات مع الدبلوماسيين والموظفين من الأمم المتحدة والبنك الدولي بتأثيرها على الدعم السياسي الأجنبي.
الكتاب أُلِف من وجهة نظر مثالية، وعلى الرغم من الغضب والشعور بالذنب المكبوت بداخله، إلا أن لويس لايزال متفائلاً.
بينما كان دبلوماسي محنك، كان أسلوبه مثل أسلوب الـمذكرات المنعكس على أشخاص محددين مثل: ميشيل كامديسوس وكارول بيلامي وتابو إيمبيكي المسمون غير الدبلوماسيين،  وعلى الرغم من أسلوب الكتاب الغير دبلوماسي، احتفظ لويس بمنصب مبعوث خاص للأمم المتحدة حتى تنتهي المدة في ديسمبر (كانون الأول) 2006.

## النشر
الكتاب نُشر في 18 أكتوبر كما بدأه لويس في حلقات محاضرات ماسي في فانكوفر. والمحاضرة الثانية أخذت في وينيبيغ في العشرون من أكتوبر، ولحقها مونتريال في الثاني والعشرون، وهاليفاكس في السادس والعشرون، وانتهاءً في تورنتو بعدها بيومان، الحلقات سجلت ثم بثت في سي بي سي راديو ون بين 7 نوفمبر و11 نوفمبر.
في كل حدث يأخذ لويس أسئلته من الجمهور ويكتبها في كتابه. الناشر صحافة بيت أنانسي كانت في آخر عقد سنوي مع CBC لنشر حلقات محاضرت ماسي. رغم وجود مواجهة مناقصية تنافسية من كتب بنغوين، أنانسي روجت بشكل قوي لكتاب سباق ضد الزمن مع إعطاء لويس مقابلات لوسائل الإعلام المحلية وحضور حفلات الاستقبال. CBC تبث الأحداث على صعيد الوطن.
طبع من الكتاب كطبعة أولية 25,000 نسخة من قبل أنانسي، وعلى جانبها الأقراص المضغوطة من CBC، ولقد كان هناك طبعة ثانية في يونيو 2005 مع قسم خاتمة جديد.

## التكريم

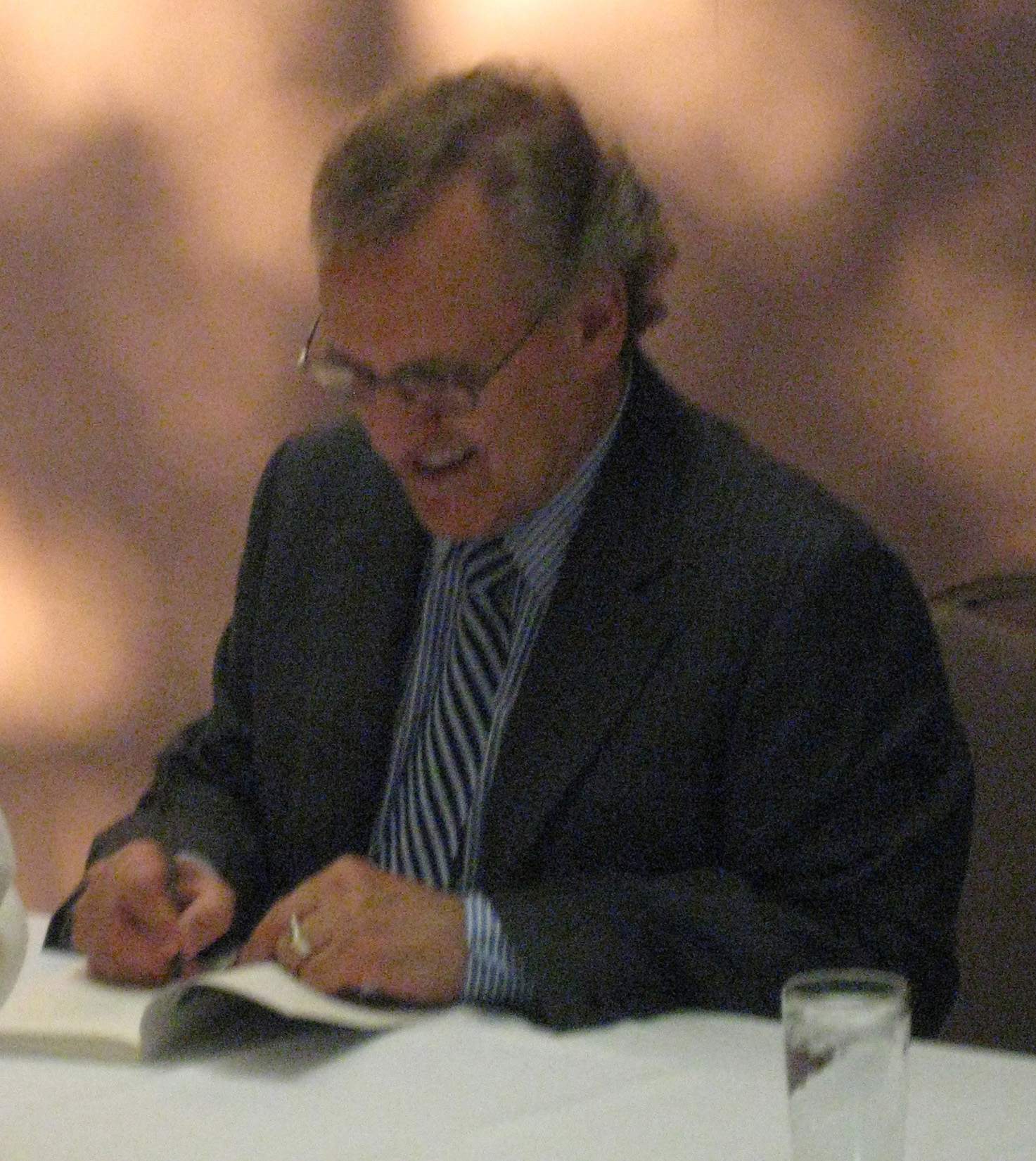
ستيفين لويس، توقيع نسخة من الطبعة الثانية من "سباق ضد الزمن

في السوق الكندية، سباق ضد الزمن ظهر خمسة مرات لأول مرة في غلوب إند ميل للقصص الواقعية الأفضل مبيعاً في 29 أكتوبر. ولبث تسعة أسابيع في المرتبة الأولى، وأربعون أسبوعاً في المرتبة العاشرة. ولقد نُشرت مقتطفات من الكتاب في غلوب إند ميل وإعلانات مونتريال ومجلات متعددة أخرى.
 وفي جوائز ليبيرس التابعة لجمعية باعة الكتب الكندية في يونيو 2006، فاز الكتاب بجائزة الكتاب الواقعي لهذا العام وفاز لويس بجائزة مؤلف العام. كان الكتاب مدرجًا في القائمة القصيرة لجائزة ترحاب كتاب بيرسون وجائزة كتاب تريليوم.
وكان الإقبال على الكتاب إيجابياً، وقد سمي الأسلوب النثري للكتاب بالرائع، الواضح، البليغ، والعاطفي.
وعاطفة لويس سميت بالصريحة، القوية، والمتطلعة،  والذي ربطها بين الدبلوماسية ومستويات السياسة في الأمم المتحدة والبنك العالمي مع الآثار على الأرض الأفريقية، واصفاً مشكلة الأيتام، والتي بينتها نقاط الكتاب القوية.
انتقادات لويس بناءة، ونظراً لأنها تأتي بهذه التعددية المعمول بها من قبل الأمم المتحدة، فإنها موثوقة.
أحد المراجعين تساءل بكثرة عن احتمالات حلول لويس والمساهمة لنفس النظام الذي يفشل باستمرار لمعالجة عيوبه. نفس المراجع الذي حدد عيوب الكتاب حدد بأنه مائل للسياسة الذي يتجاهل الحكومات الإفريقية الفاسدة أو غير الفعالة، وأنه يجب اتخاذ الأسئلة التحقيقية للشركات والحكومات الغربية إلى اتخاذ خطوات ضد مصالحهم الشخصية، مثل: إلغاء الإعانات الزراعية لأخذها الحكومات والشركات للربح.
وأشار بعض المعلقين بأن الكتاب يمكن أن يستخدم كأداة فعالة للتثقيف حول متلازمة نقص المناعة المكتسبة.
وفي مقال نشرته صحيفة «نيويورك تايمز» في أكتوبر / تشرين الأول 2005، تحدث عن انتقاد الكتاب لحكومة جنوب أفريقيا، واستفرد الرئيس تابو إيمبيكيووزيرة الصحة مانتو تشابالالا-مسيمانغ. ادعى لويس أن برامج جنوب أفريقيا كانت فاترة ومربكة. وصف متحدث باسم وزارة الصحة لويس بأنه قاض متحيز وغير مدرك لحالة جنوب أفريقيا، وأجاب بأنهم يوسعون برامج العلاج بسرعة. في آب / أغسطس 2006، كمتكلم رئيسي في المؤتمر الدولي المعني بالإيدز في تورنتو، عانى لويس من انتقاداته، واصفاً حكومة جنوب أفريقيا بأنها «ما زالت مفعمة بالحيوية، ومتوسلة، وإهمال بشأن بدء العلاج» 
.

## الروابط الخارجية
- Race Against Time الصفحة في دار الأنساسي بريس